# Kakapo
De kakapo (Strigops habroptilus) is een herbivore, zware en niet-vliegende papegaaiachtige die endemisch is in Nieuw-Zeeland. De kakapo speelt een grote rol in de mythologie van de Maori, en was voor hen ook economisch van belang (als voedselbron, veren voor kleding).

## Leefwijze
De kakapo is de enige niet-vliegende papegaai in de wereld en heeft een nachtelijk ritme. De vogel heeft een groen-geel vederpak en is een herbivoor. De kakapo dreigde uit te sterven, al lijkt het Kakapo Recovery Plan enig succes te oogsten. Mogelijk is het de vogel die de hoogste leeftijd kan bereiken van alle vogels. De gemiddelde levensduur zou rond de 90 jaar liggen.
De kakapo wordt 50 tot 63 centimeter lang en tot 3,5 kilogram zwaar. De geslachten hebben een gelijk verenkleed.

## Voortplanting
Het dieptepunt van de populatie lag rond 1995; toen waren er nog maar 49 vogels over. Daarna ging dit aantal langzaam weer omhoog. In maart 2012 stond het aantal levende vogels op 126. Vooral de jaren 2002 en 2009 waren goede voortplantingsjaren. Dat heeft alles te maken met de voedselplant rimu (Dacrydium cupressinum), een conifeer die door de Nieuw-Zeelanders 'Red pine' wordt genoemd. In seizoenen waarin de rimu veel vrucht draagt kunnen er veel jongen worden grootgebracht. Jonge kakapo's hebben veel voedsel nodig, want ze groeien enorm snel. In 2019 was er een lang broedseizoen, wat ervoor gezorgd heeft dat de populatie in 2020 een stuk groter was dan in de voorgaande jaren.

## Verspreiding en leefgebied
De kakapo kwam oorspronkelijk voor in loofbossen in berggebieden van Nieuw-Zeeland. Hun leefgebied was de gehele westzijde van het Zuidereiland en in mindere mate het Noordereiland (Bay of Islands en centrale heuvelland). Op de hellingen van Fjordland werden ze in enorme aantallen gezien. Op andere locaties zijn fossiele resten van de kakapo gevonden.

## Bedreiging
De dreiging van uitsterven van de kakapo is het gevolg van de door de mens geïntroduceerde predatoren op de voorheen predatorloze eilanden van Nieuw-Zeeland. In die biotoop, zonder natuurlijke vijanden, verloor de kakapo het vermogen tot vliegen en ontwikkelde een ingewikkelde voortplantingswijze waardoor overpopulatie werd voorkomen. Met de kolonisatie van Nieuw-Zeeland door de mens kwamen dieren als ratten, honden, katten en hermelijnen mee. Deze zorgden ervoor dat de kakapo vrijwel uitstierf.

## Bescherming
In 1894 werd een reddingspoging gedaan onder leiding van Richard Henry. Enkele honderden kakapo's werden overgebracht naar het eiland Resolution Island, maar helaas voor de vogels doken daar zes jaar later ook hermelijnen op. Er werd verder niets gedaan om de vogels te beschermen.

Dankzij bestrijding van de huiskat sinds 1982 werd het tempo van de achteruitgang in aantallen kakapo's verlaagd. Het Kakapo Recovery Plan leidde tot een stijging in aantal. De rode pijltjes geven de jaren aan waarin werd gebroed. De aantallen van vóór 1995 zijn minder betrouwbaar.

Men ging er al van uit dat de kakapo was uitgestorven toen er in 1974 nog een populatie in Fiordland, in het zuidwesten van het Zuidereiland van Nieuw-Zeeland, werd ontdekt. In 1977 werd ontdekt dat deze populatie uit 18 exemplaren van uitsluitend het mannelijk geslacht bestond. In datzelfde jaar werd echter nog een populatie van ongeveer 200 exemplaren ontdekt op Stewarteiland. In 1980 bleek dat in deze populatie ook vrouwtjes aanwezig waren. In de jaren 1981 en 1982 werd de populatie in haar geheel verhuisd naar vijf eilanden zonder roofdieren, om de soort te behoeden tegen uitsterven. Van de populatie in Fiordland waren in 1987 nog minstens drie mannetjes in leven, maar daarna zijn de vogels daar niet meer waargenomen.
De vogels op de vijf, later vier eilanden (op een van de eilanden bleken de kakapo's zich niet voort te planten, waarop de dieren werden verplaatst) worden intensief beschermd en gevolgd. Dit gebeurt zozeer dat elk dier zijn eigen naam heeft. Op Codfisheiland zijn de enige vaste bewoners de onderzoekers van het Kakapo Recovery Plan die speciaal deze vogels volgen.
Recentere pogingen om de kakapo te beschermen vonden ook in gevangenschap plaats. Opvallend bij deze poging tot fokken was dat er veel meer mannetjes dan vrouwtjes werden geboren, terwijl dit verschijnsel niet bekend was vanuit de studies met wilde populaties. Gedragsecologie heeft hier uiteindelijk opheldering kunnen brengen. Dat er meer mannetjes dan vrouwtjes geboren werden kon geen toeval zijn. De moeders zouden, net als andere vogelsoorten, over het vermogen kunnen beschikken om de seks ratio (de verhouding tussen mannelijke en vrouwelijke nakomelingen) te manipuleren. Van wilde kakapo's was bekend dat de mannetjes onderling een hevige competitie om paringspartners kenden. De vrouwtjes in het fokprogramma dachten hier handig op in te spelen door vooral zoons voort te brengen nu ze die mogelijkheid hadden. Ze kregen van hun verzorgers namelijk opeens dagelijks voedsel van hoge kwaliteit voorgeschoteld. Het verlagen van de voedselkwaliteit maakte dat er na een tijdje weer evenveel zoons als dochters geboren werden, wat uiteraard goed nieuws was voor het fokprogramma.

## Status
De grootte van de populatie werd in 2018 door BirdLife International op grond van gegevens van het Department of Conservation gesteld op 149 individuen. Omdat deze populatie voortdurend zorgvuldig ecologisch beheer vergt, staat deze soort als ernstig bedreigd (kritiek) op de Rode Lijst van de IUCN. De grootte van de populatie werd in januari 2020 gesteld op 211 vogels. Het aantal vogels is groter door het lange broedseizoen van 2019.